# Neriene montana
Neriene montana là một loài nhện trong họ Linyphiidae.

## Hình ảnh

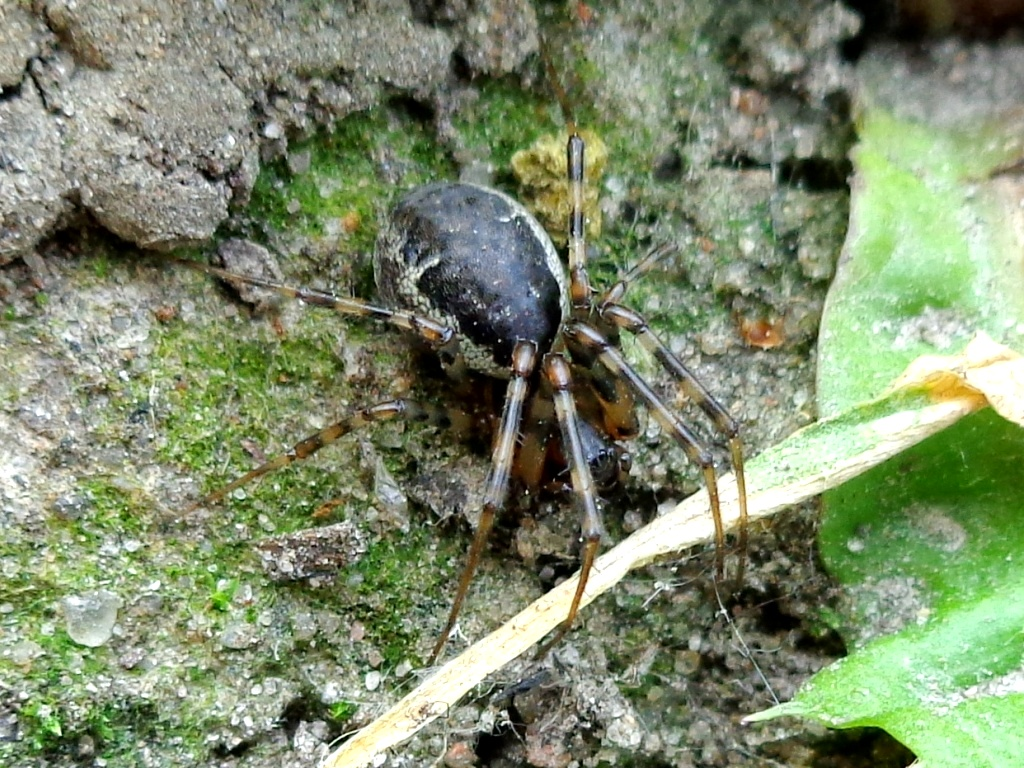
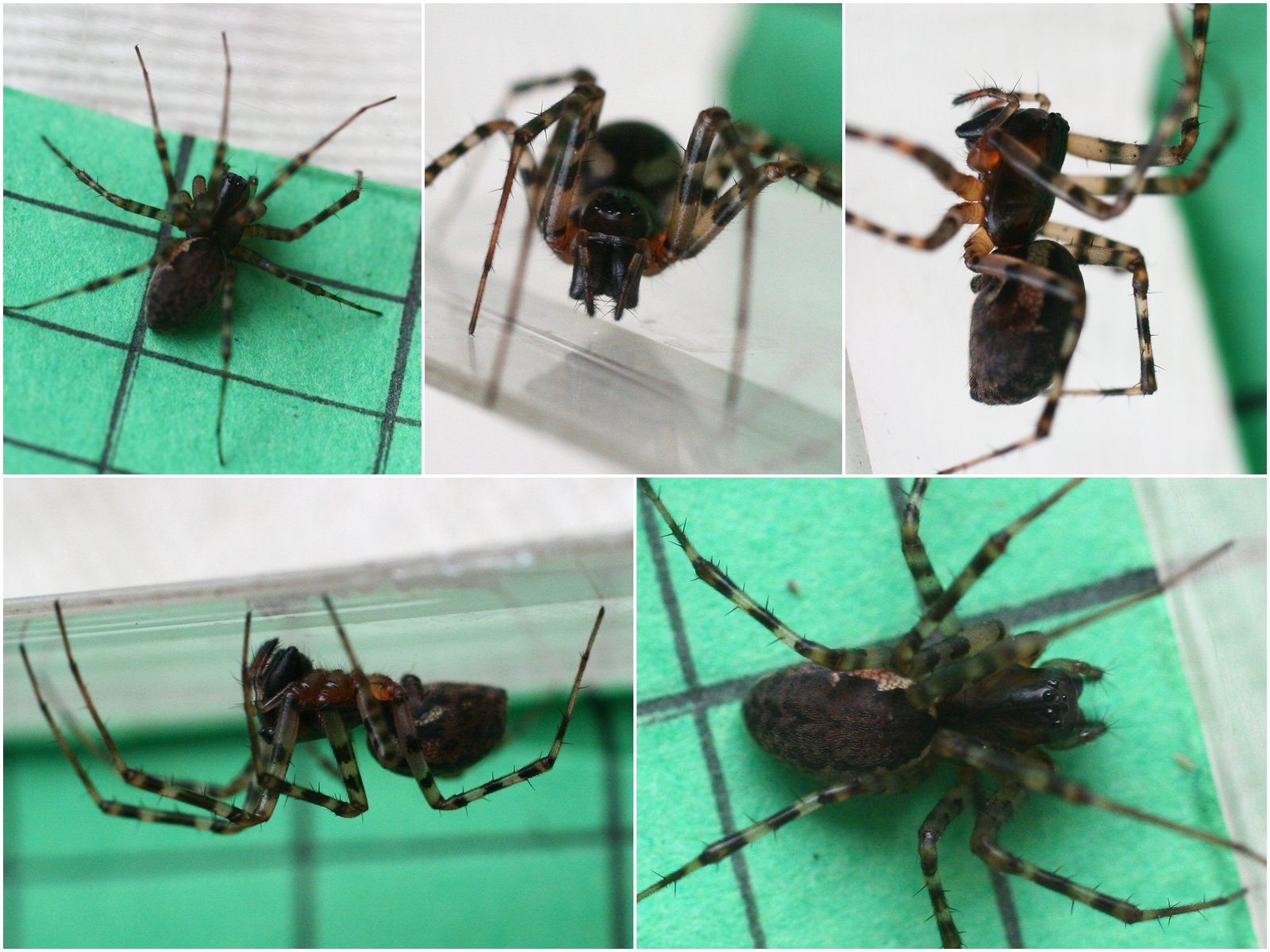
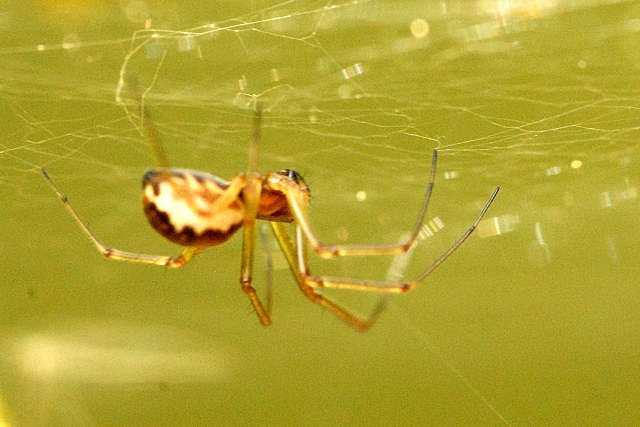